# 曼哥龙巴豆
曼哥龙巴豆（学名：Croton mangelong）为大戟科巴豆属下的一个种。

## 扩展阅读
- 維基物種上的相關：曼哥龙巴豆